# Ondřej Neff

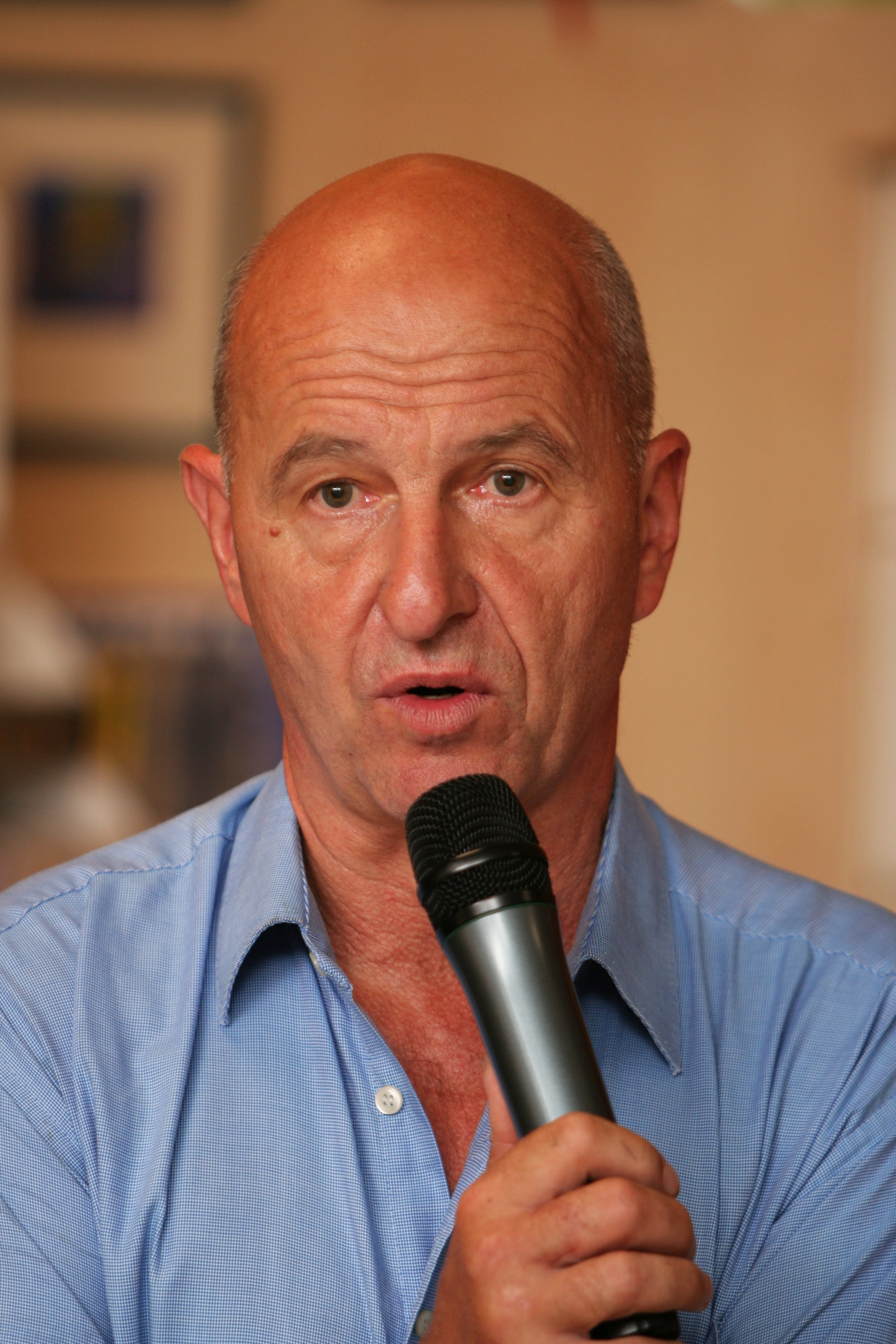
Ondřej Neff (2007)

Ondřej Neff (* 26. Juni 1945 in Prag) ist ein tschechischer Schriftsteller der Science-Fiction-Literatur, Journalist und Herausgeber der seit 1996 die im Netz erscheinende Internet-Tageszeitung Neviditelný pes (Unsichtbarer Hund, seit 2005 zusammen mit Lidovky.cz) und DigiNeff (publiziert seit 1999).

## Leben
Der Sohn des Schriftstellers Vladimír Neff ist inzwischen verwitwet. Seine Frau, die er 1969 heiratete, starb am 7. August 2002 an Krebs und hinterließ zwei Kinder: Sohn David Neff (Sänger und Fotograf der Internetzeitung Neviditelný pes und der Tageszeitung Mladá Fronta dnes) und Tochter Irena. 
Neff studierte bis 1969 an der Karls-Universität Sozialwissenschaften und Publizistik. Von 1970 bis 1974 propagierte er im Verlag Albatros, bis 1975 war er im Kaufhaus Kotva für Werbung zuständig. Anschließend arbeitete er als bis 1979 als Fotograf und von 1979 bis 1985 in der Tageszeitung Mladá fronta als Redakteur, an deren späterer Privatisierung er beteiligt war. 1987 bis 1989 redigierte er die Zeitschrift Kmen, war von 1990 bis 1993 Chefredakteur der Zeitschrift Ikarie und von 1990 bis 1994 Redakteur von Mladá fronta Dnes.
Ende November 1998 stand er gemeinsam mit Patrick Zandl und Ivo Lukačovič an der Wiege der Protestaktion Internet proti monopolu (Internet gegen das Monopol), auch als Bojkot (Boykott) bekannt. Sie protestierte gegen die Verteuerung des Internetzugangs durch den Monopolisten SPT Telecom. Es kam zu einem großen medialen Echo auch in der Bevölkerung und zu Verhandlungen und tariflichen Anpassungen.

## Werke

### Deutsche Publikationen
- Ei verkehrt: phantastische Erzählungen ISBN 3-355-00955-5

### Bücher
- 1978 Holky se perou jinak (Mitautor Vladimír Kovářík jr.)
- 1980 Klukoviny a tátoviny
- 1981 Tajná kniha o fotografii
- 1983 A včely se vyrojily (humoristischer Roman)
- 1987 Večery u krbu
- 1991 Černobílé hodinky
- 1997–1999 Neviditelný pes (Bücher)

### Faktographische Werke, Vorträge Essays
- 1978 Podivuhodný svět Julese Vernea (Monografie über Jules Verne und sein Werk)
- 1981 Něco je jinak (Enzyklopädie tschechischer Sci-Fi-Literatur)
- 1985 Tři eseje o české sci-fi
- 1987 Všechno je jinak (Enzyklopädie tschechischer Sci-Fi-Literatur mit Alexandr Kramer)
- 1999 Jak blufovat o sci-fi

### Eigene Sci-Fi-Literatur
- 1984 Jádro pudla
- 1985 Vejce naruby
- 1987 Čtvrtý den až navěky
- 1988 Měsíc mého života
- 1988 Pán modrého meče
- 1989 Pole šťastných náhod
- 1989 Čarodějův učeň
- 1990 Zepelín na Měsíci
- 1991 Vesmír je dost nekonečný
- 1991 Šídlo v pytli
- 1992–1995 Milénium (trilogie)
- 1997 Reparátor
- 1997 Bůh s. r. o.
- 1998 Tma
- 2003 Tma, verze 2.0

### Skripts zu Comics von Karel Saudek
- 1988 Arnal a dva dračí zuby
- 1990 Štěstí, Slavkovská romance, Příhoda na mostě
- 1992 Silvestrovský speciál
- 1993 Noc upírů
- seit 1996 Bart sám doma

### Arbeiten für den Rundfunk
- 1984 Portonský dryák
- 1985 Počkej, Hektore
- 1987 Velká solární
- 1988 Ano, jsem robot (prix Bohemia 1989)
- 1991 Havárie Drakkaru

#### Dramaturgie
- 1990 Zvíře z hvězd (Die Sternenbestie von Robert A. Heinlein),
- 1996 Válka světů (Krieg der Welten von H. G. Wells)

#### Abenteuerbücher (Jules Werner)
- 1988 Michal Strogov aneb Carův kurýr
- 1991 Honba za meteorem
- 1986 Cesta kolem světa za 80 dní
- 1995 20 000 mil pod mořem (5 dílů)
- 1996 Vynález zkázy (2 díly)

### Übersetzungen
- Neuromancer von William Gibson

### Sonstige Werke
- Autorencomic Pérák